# Krajnčan
Krajnčan je priimek več znanih Slovencev:
- Alojz Krajnčan - Čan (?--2013), skladatelj, dirigent, zborovodja, glasbeni pedagog
- Lojze Krajnčan (*1961), jazzovski dirigent, skladatelj, pozavnist in aranžer
- Dominik Krajnčan (*1967), jazzovski skladatelj, trobentar in aranžer
- Kristijan Krajnčan (*1986), bobnar/tolkalist, violončelist, mag. filmske glasbe, skladatelj, scenarist in režiser
- Mitja Krajnčan (*1966),  socialni pedagog, didaktik in metodik, univ. prof.
- Romana Krajnčan (r. Ogrin) (*1964), pevka zabavne glasbe, animatorka
- Žigan Krajnčan (*1995), plesalec, pevec in performer